# Schwäbisch Hall (stacja kolejowa)
Schwäbisch Hall (niem: Bahnhof Schwäbisch Hall) – stacja kolejowa w Schwäbisch Hall, w regionie Badenia-Wirtembergia, w Niemczech. Leży na linii kolejowej Crailsheim – Heilbronn.
Według klasyfikacji Deutsche Bahn posiada kategorię 6.

## Położenie
Stacja Schwäbisch Hall usytuowana jest na południowy zachód w kierunku starego miasta w niewielkiej odległości od skarpy rzeki Kocher. Sam budynek dworca stoi na skarpie o silnym nachyleniu terenu do  przechodzącej wzdłuż Steinbacher Straße.

## Historia
Stacja kolejowa w Schwäbisch Hall znajduje się na linii Crailsheim – Heilbronn, która został zbudowany na prośbę Wirtemberskiej Izby Deputowanych z 1860 roku i była w tym czasie znana jako "Kocherbahn". Odcinek Heilbronn-Schwäbisch Hall otwarto w 1862 roku, a następnie przedłużono ją do Crailsheim w grudniu 1867. miał Stacja początkowo posiadała 3 tory, które były połączone przejściem w poziome torów oraz kilka bocznic do obsługi ruchu towarowego. W 1968 roku przebudowano układ stacyjny rozbierając tory dodatkowe.
Około 10 lat po wybudowaniu stacji Schwäbisch Hall została zbudowana Murrtalbahn, inne połączenie ze Stuttgartu do Crailsheim, które umożliwiało krótszy czas podróży do Norymbergi. Murrtalbahn spowodowało, że powstał nowy dworzec w Hessental, co spowodowało zmniejszenie znaczenia dworca Schwäbisch Hall mimo swojego centralnego położenia. 

## Linie kolejowe
- Crailsheim – Heilbronn